# Tomamae, Hokkaidō
Tomamae (苫前町 Tomamae-chō) là Thị trấn thuộc Tomamae, phó tỉnh Rumoi, Hokkaidō, Nhật Bản. Tính đến ngày 1 tháng 10 năm 2020, dân số ước tính thị trấn là 2.936 người và mật độ dân số là 6,5 người/km2. Tổng diện tích thị trấn là 454,6 km2.